# Cardento
Cardento var en hingst och framgångsrik hopphäst som reds av Peter Eriksson. Tillsammans tog de silvermedaljer vid OS 2004 i Aten, Ryttar-VM 2002 i Jerez samt EM 2001 i Arnhem.

## Karriär
Cardento var en Skimmel av rasen Holsteiner och som föddes 1992 på VDL stuteriet i Nederländerna, han gjorde sitt bruksprov i Münster-Handorf 1995 med utmärkt resultat, framför allt i hoppning, där index 136,22 gav honom en andraplats bland 59 deltagande hingstar. Chefen för Flyinge Ingvar Fredricson upptäckte hingsten i Nederländerna och slöt ett leasingavtal för Flyinges räkning 1996. 1997 kom hingsten till Flyinge där Peter Eriksson blev hans beridare, ett par månader senare så visades han som femåring i det svenska bruksprovet. 
I början av 1999 debuterade ekipaget i svår klass. I EM 2001 i Arnhem ingick Cardento och Eriksson tillsammans med Malin Baryard, Rolf-Göran Bengtsson och Helena Lundbäck i det svenska laget som tog en silvermedalj, den första svenska medaljen i hoppning på 72 år. Året därpå så var Cardento och Eriksson en del av det svenska laget tillsammans med Malin Baryard, Royne Zetterman och Helena Lundbäck tog en ny silvermedalj i laghoppningen vid Ryttar-VM 2002 i Jerez. 
Under Olympiska sommarspelen 2004 i Aten så var Cardento och Eriksson återigen en del av det svenska laget tillsammans med Rolf-Göran Bengtsson, Malin Baryard och Peder Fredricson, i omhoppningen om silver och bronsmedaljerna i lagtävlingen mot USA så fick det svenska laget brons. Efter att Ludger Beerbaums häst Goldfever hade testats positivt för betametason omfördelades medaljerna i lagtävlingen. Då substansen återfanns i en salva som användes för att behandla hudirritationer på hästen inte bedömdes kunna förhöja hästens prestation diskvalificerades endast Beerbaum och inte hela det tyska laget. Beerbaum valde att inte överklaga beslutet. Guldmedaljen i lagtävlingen gick därmed till USA, silvret till Sverige och även utan Beerbaum i laget så räckte de tyska lagets övriga prestation till att erövra bronsmedaljen.

### Avelskarriär
Cardento gick sedan vidare till avel där han har lämnat många högpresterande avkommor. Total har han lämnat 1329 svenska avkommor. registrerade avkommor. 

## Meriterade avkommor
- Flip's Little Sparrow (Sto född 2006) Mörkbrun Svenskt varmblod, e:Cardento u:Butterfly Flip ue:Robin Z
- Matrix (Hingst född 2002) Skimmelfärgad Svenskt varmblod, e:Cardento u:Medusa ue:Maximus
- Titan (Valack född 2003) Skimmelfärgad Svenskt varmblod, e:Camaro M u:Tega (55) ue:Cardento